# Boćwinka (stacja kolejowa)
Boćwinka – zlikwidowana stacja kolejowa w Boćwince, w gminie Gołdap, w powiecie gołdapskim w województwie warmińsko-mazurskim, w Polsce. Położona na linii kolejowej z Węgorzewa do Gołdapi. Linia ta została ukończona w 1899 roku W 1945 roku linia ta została zamknięta i rozebrana.